# Nuristanilla kabakovi
Nuristanilla kabakovi Lelej, 1980 — вид ос-немок из подсемейства Mutillinae. Единственный вид рода Nuristanilla Lelej, 1980.

## Распространение
Центральная Азия: Афганистан, провинция Лагман, устье ручья Шамакат (30.03.1972, О. Н. Кабаков).

## Описание
Мелкие пушистые осы (3,5 мм). Известны только самки. Голова шире переднеспинки. Грудь расширяется кзади. Щитиковый бугорок чешуйковидный. 2-й тергит брюшка с округлым желтоватым пятном кутикулы. Вид назван в честь нашедшего его энтомолога Олега Николаевича Кабакова. У самок 12-члениковые усики. Тело в густых волосках. Самка осы пробирается в чужое гнездо и откладывает яйца на личинок хозяина, которыми кормятся их собственные личинки.